# Alpenhelm
Der Alpenhelm (Bartsia alpina), auch Alpen-Bartschie, Braunhelm, Alpen-Trauerblume oder Bartschie genannt, ist die einzige mitteleuropäische Pflanzenart der Gattung Bartsia aus der Familie der Sommerwurzgewächse (Orobanchaceae).

## Beschreibung

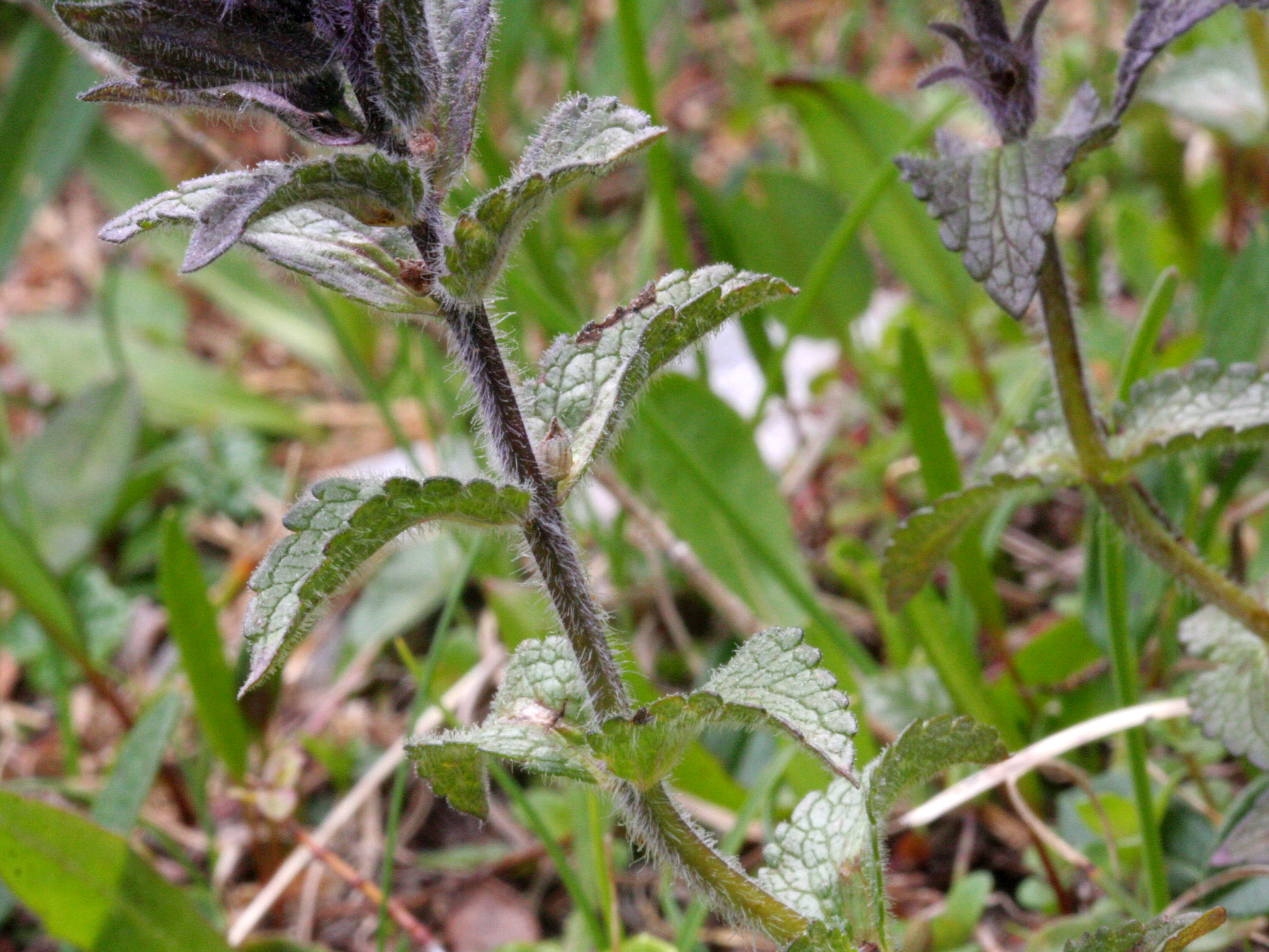
Indument des Stängels und der gegenständigen Laubblätter

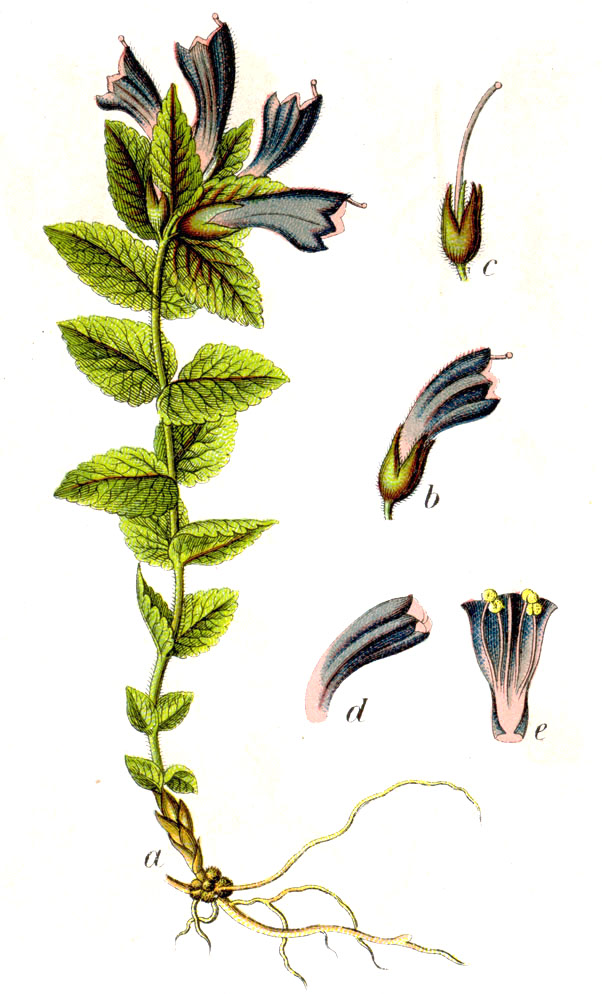
Illustration aus Sturm

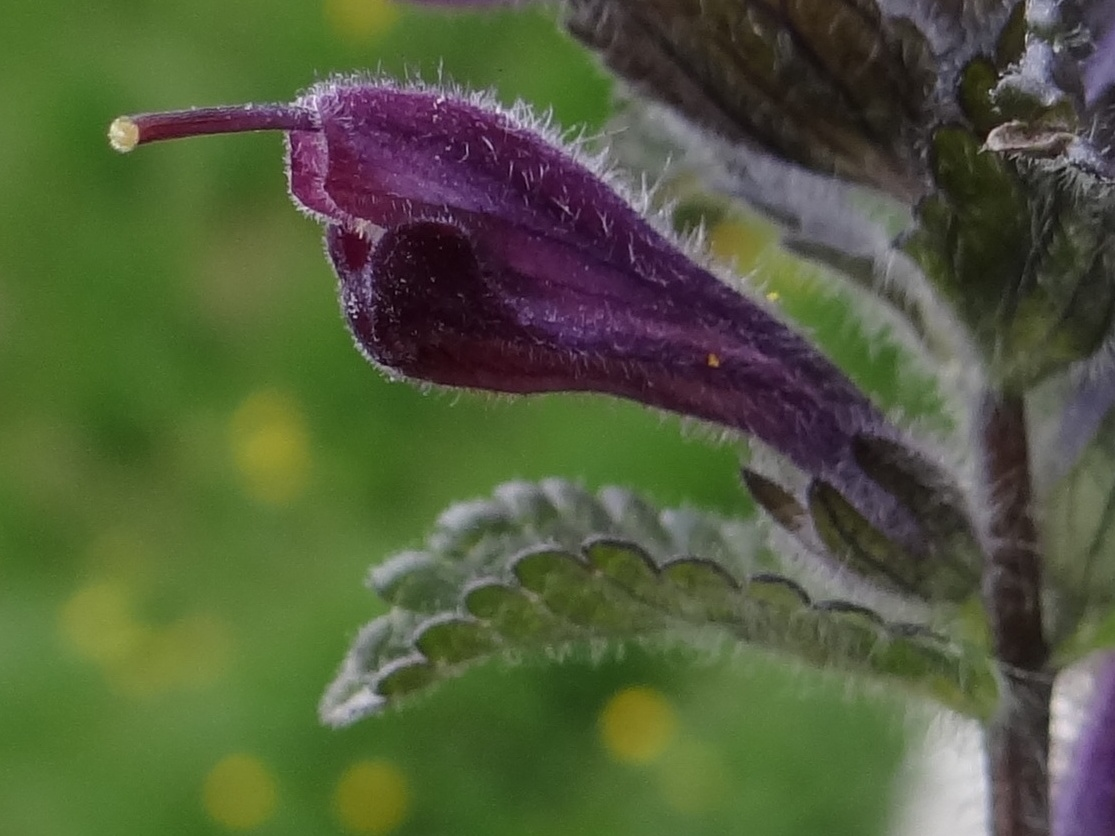
Zygomorphe Blüte und Indument

### Vegetative Merkmale
Der Alpenhelm ist eine ausdauernde, krautige Pflanze und erreicht Wuchshöhen von 10 bis 20, selten bis zu 30 Zentimetern. Die oberirdischen Pflanzenteile sind behaart. Der stumpf vierkantige Stängel ist im unteren Bereich zerstreut behaart und im oben drüsig-zottig sowie rot angelaufen.
Die kreuzweise gegenständig angeordneten Laubblätter sind ungestielt. Die kurz behaarte Blattspreite ist eiförmig mit abgerundetem oder schwach herzförmigem Grund und vom Rand her besonders unterseits meist dunkelviolett überlaufen. Der Rand ist gekerbt-gesägt und im Bereich der Zähne etwas umgerollt. Die untersten Laubblätter gehen allmählich in die Schuppenblätter des Rhizoms über.

### Generative Merkmale
Die Blütezeit reicht von Juni bis August. Die fast waagrecht abstehenden Blüten sitzen einzeln in den oberen Blattachseln. Der kurze Blütenstiel ist behaart.
Die zwittrigen Blüten sind zygomorph mit doppelter Blütenhülle. Der drüsig-zottig behaarte und violett überlaufene Kelch ist 6 bis 8 Millimeter lang und vergrößert sich nach der Anthese noch etwas. Die Kelchzipfel sind schmal dreieckig und untereinander fast gleich. Die Kelchröhre ist röhrig-glockig. Die dunkelviolette und gegen ihren Grund etwas heller gefärbte Blütenkrone ist 18 bis 22 Millimeter lang und zweilippig. Die Oberlippe ist seitlich abgeflacht helmförmig, ungeteilt und länger als die Unterlippe. Die Unterlippe hat drei etwa gleich große, gerade vorgestreckte, aber an der Spitze etwas eingebogene, ganzrandige Kronzipfel. Die Staubblätter sind meist von der Oberlippe eingeschlossen. Die Staubbeutel sind weißwollig behaart. Der abstehende Fruchtknoten ist drüsenlos behaart. Der Griffel ist von der Oberlippe eingeschlossen oder ein Stück aus ihr hervorragend.
Die Frucht ist 10 bis 12 Millimeter lang und behaart. Die weißen oder schmutzig-weißen bis fahl-ockerfarbenen Samen sind bei einer Länge von etwa 2 Millimetern breit-eiförmig und mit auf der Rückenseite mit besonders hohen, etwas gewellten Flügelsäumen besetzt.
Die Chromosomenzahl beträgt 2n = 12, 24 oder 36.

## Ökologie
Beim Alpenhelm handelt es sich um einen Hemikryptophyten und Halbschmarotzer (Halbparasit). Die Keimpflänzchen bilden gleich nach der Keimung Haustorien (Saugorgane), mit denen sie sich an die Wurzeln benachbarter Pflanzen, ihrer Wirtspflanzen, heften.
Anthocyane (blaurote Farbstoffe) werden im Alpenklima besonders intensiv gebildet, da die durch Assimilation gebildeten Zucker nachts wegen oft zu niedriger Temperaturen von vielen Pflanzen nicht mehr in Stärke umgewandelt werden können, sondern nur noch in diese Farbstoffe. Die dunkle Färbung des Blütenstandes kommt von Anthocyanen, die hier sogar in den oberen Laubblättern das Chlorophyll überlagern.

## Vorkommen
Der Alpenhelm besitzt auf der Nordhalbkugel eine holarktische Verbreitung, mit Vorkommen in der westlichen Palä- und der östlichen Nearktis. Fundorte auf den Färöer-Inseln, Island und Grönland verbinden die Verbreitungsgebiete der Alten und Neuen Welt. Dieses Verbreitungsmuster ist charakteristisch für amphi-atlantische Pflanzenarten.
In Europa gehört der Alpenhelm zu den Arten mit arktisch-alpiner (boreo-alpiner) Verbreitung, da neben den Vorkommen in Skandinavien und Westsibirien nur noch die Pyrenäen, Alpen und die Gebirge Ost- und Südosteuropas besiedelt werden. Fundorte im Schwarzwald und den Vogesen stellen Vorposten des alpinen Verbreitungsgebiets dar und können, wie auch die Vorkommen auf Gotland sowie in England und Schottland, als Eiszeitrelikte gedeutet werden.
Als Standort werden in Mitteleuropa kalkhaltige Wiesen, Quell- und Flachmoore sowie Lichtungen in subalpinen Wäldern bevorzugt. Die Habitate können generell als feucht und basenreich charakterisiert werden. Der Alpenhelm gedeiht in Höhenlagen von 1000 bis 3000 Metern. In den Allgäuer Alpen steigt er an der Großen Steinscharte in Bayern bis in eine Höhenlage 2260 Meter und am Südwesthang des Linkerskopfs bis 2150 Meter auf. Der Alpenhelm ist im Schwarzwald eine Charakterart des Bartsio-Caricetum fuscae aus dem Verband Caricion fuscae, kommt aber in den Hochlagen der Alpen auch in Gesellschaften der Ordnung Seslerietalia albicantis oder des Verbands Poion alpinae vor.
Die ökologischen Zeigerwerte nach Landolt & al. 2010 sind in der Schweiz: Feuchtezahl F = 4w+ (sehr feucht stark wechselnd), Lichtzahl L = 4 (hell), Reaktionszahl R = 3 (schwach sauer bis neutral), Temperaturzahl T = 2 (subalpin), Nährstoffzahl N = 3 (mäßig nährstoffarm bis mäßig nährstoffreich), Kontinentalitätszahl K = 3 (subozeanisch bis subkontinental).

## Taxonomie
Die Erstveröffentlichung von Bartsia alpina erfolgte durch Carl von Linné. Das Artepitheton alpina bedeutet „aus den Alpen“. Carl von Linné benannte die Gattung Bartsia zum Gedenken an seinen Freund, den deutschen Kolonialarzt und Naturforscher Johann Bartsch, der im Alter von 28 Jahren in Suriname/Südamerika dem tropischen Klima zum Opfer fiel.